# يو يان يان
يو يان يان (بالملايوية: Yeo Yann Yann)‏ هي ممثلة ماليزية، ولدت في 20 فبراير 1977 في ماليزيا.

## وصلات خارجية
- يو يان يان على موقع IMDb (الإنجليزية)
- يو يان يان على موقع قاعدة بيانات الفيلم (الإنجليزية)